# Берікульський
Беріку́льський (рос. Берикульский) — селище у складі Тісульського округу Кемеровської області, Росія.

## Населення
Населення — 694 особи (2010; 956 у 2002).